# Thomas Wagner (Soziologe)

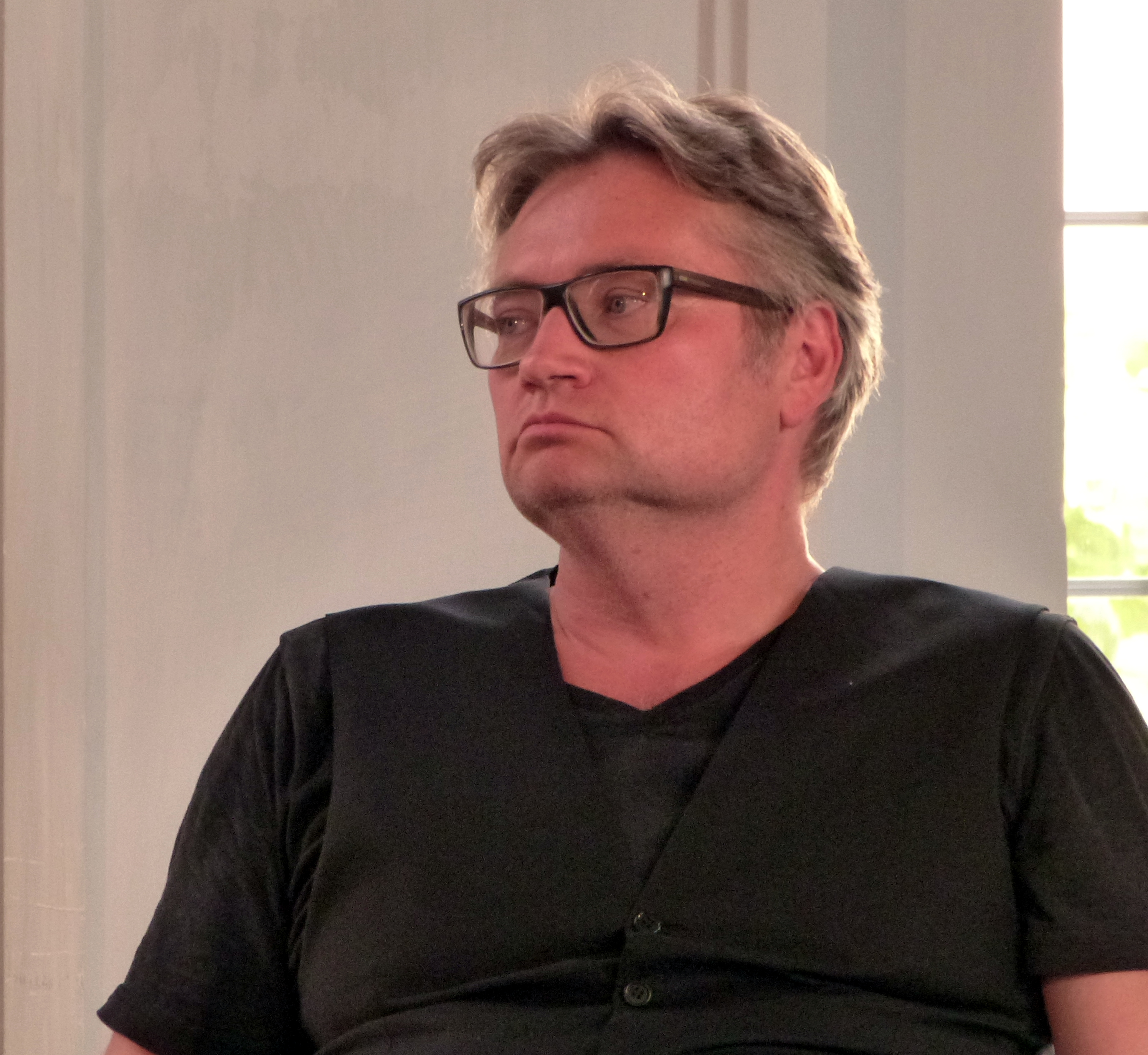
Thomas Wagner auf dem Erlanger Poetenfest 2017

Thomas Wagner (* 1967 in Rheinberg) ist ein deutscher Kultursoziologe und Autor.

## Leben
Wagner schreibt als freier Autor für die deutsche und internationale Presse und arbeitete als Dozent für Kreatives Schreiben und Alphabetisierung mit Kindern und geistig behinderten Erwachsenen (u. a. Lernmobil e. V., Berlin). Von 2013 bis 2015 war er Literaturredakteur der Tageszeitung junge Welt.
Er ist Autor der Stichwortartikel „herrschaftsfreie Gesellschaft“ (zusammen mit Rüdiger Haude) und „Konsens“ im Historisch-kritischen Wörterbuchs des Marxismus. Mit Rüdiger Haude schrieb er das Buch Herrschaftsfreie Institutionen (1999), das mit dem Wissenschaftspreis der Rosa-Luxemburg-Stiftung Sachsen ausgezeichnet wurde.

### Bücher
Gemeinsam mit Jan Rehmann gab Wagner 2010 das Buch Angriff der Leistungsträger? - Das Buch zur Sloterdijk-Debatte heraus, das die kontroverse Debatte um Peter Sloterdijks Vorschlag dokumentiert, die Einkommensteuer durch freiwillige Gaben zu ersetzen, und diesen wissenschaftshistorisch und politisch einordnet. Als Sloterdijk 2012 der von Hermann L. Gremliza ins Leben gerufene Karl-Kraus-Preis zugesprochen wurde, der mit der Verpflichtung verbunden ist, „nie wieder eine Zeile zu schreiben“, schloss die Begründung der Preis-Jury mit einem Zitat aus dem Buch von Wagner und Rehmann: „Sloterdijks Leistung fürs Hegemonieprojekt der herrschenden Elite besteht in der aktualisierenden Zusammenführung eines wirtschaftsliberalen Besitzindividualismus mit Nietzsches heroischem Egoismus und autoritären Ansätzen der Konservativen Revolution.“
In seinem Buch Die Mitmachfalle (2013) kritisiert Wagner Strategien und Verfahren zur Bürgerbeteiligung: Partizipationsverfahren, so seine Kernthese, würden von Behörden und Unternehmen flächendeckend zur Entschärfung demokratischer Proteste instrumentalisiert.
In Robokratie. Google, das Silicon Valley und der Mensch als Auslaufmodell (2015) warnt er vor der in Forschungslaboren entwickelten, von der Singularity University verbreiteten und von kalifornischen Milliardären geförderten Idee einer „technologischen Singularität“ (Ray Kurzweil) oder „Superintelligenz“ (Nick Bostrom). Singularität ziele darauf, Menschen durch intelligente Maschinen zunächst zu verbessern und langfristig an den Rand zu drängen bzw. technisch im Sinne des Transhumanismus umzuwandeln. „Weil es den Anhängern der Idee der Maschinenherrschaft nicht um eine bessere Naturbeherrschung durch den Menschen für den Menschen geht, sondern um dessen Selbstabschaffung, könnte man hier statt von Technokratie von Robokratie sprechen“, schreibt Wagner in den Blätter für deutsche und internationale Politik (3/2015). Wagner hält diese Szenarien, die unter anderem von Anthony Giddens, Bill Gates und Ian Morris als realistisch oder wünschenswert eingeschätzt würden, für gefährlich. Er befürchtet, „dass die Robokraten von den wirklich relevanten gesellschaftlichen Problemen und Widersprüchen, ihren Ursachen und realistischen Lösungswegen ablenken – und dass sie der Demokratie selbst erheblichen Schaden zufügen.“
Wagners Buch Die Angstmacher: 1968 und die Neuen Rechten (2017) nannte Stefan Locke in der Frankfurter Allgemeinen Zeitung ein Werk, „das sich in einem Punkt wohltuend unterscheidet und so zum Erkenntnisgewinn beiträgt: Er redet mit den Protagonisten der Szene, und er liest ihre Schriften, bevor er über sie schreibt.“ Nach Wagner sei 1968 nicht nur der Beginn eines linksliberalen Gesellschaftsmodells, sondern auch Neubeginn der politischen Rechten gewesen, die zunehmend von Aktionsformen der 68er gelernt habe. So riefen Rechte heute nach mehr direkter Demokratie, kritisierten die Meinungsmacht der Medien und die Religion, vor allem den Islam, verteufelten Kapitalismus und politische Korrektheit und verurteilen Kriege. Die pauschale Einordnung als „rechts“ schiene bis heute für nicht wenige in Politik und Medien alles zu erklären. Nur selten trenne man zwischen konservativ, rechtspopulistisch, rechtsradikal und rechtsextrem. „In einer Mischung aus Feigheit und Faulheit“ werde so versucht, jede weitere Auseinandersetzung zu vermeiden, was etwa Pegida und der AfD erst recht Zulauf beschere. Wagner werfe die Frage auf, ob ein offen geführter Streit nicht der bessere Weg sei, sich mit rechten Intellektuellen auseinanderzusetzen. „Eine hart geführte Diskussion, eine argumentative Auseinandersetzung“ sei eben keine Kapitulation vor dem Bösen, sondern Ausweis einer demokratischen Streitkultur, von der auch die Gegner der „Neuen Rechten“ profitieren könnten, indem sie ihre Positionen schärften und neue Perspektiven kennenlernten.

## Schriften (Auswahl)
- mit Rüdiger Haude: Herrschaftsfreie Institutionen. Studien zur Logik ihrer Symbolisierungen und zur Logik ihrer theoretischen Leugnung. Nomos Verlag, Baden-Baden 1999, ISBN 3-7890-5955-2.
- Irokesen und Demokratie. Ein Beitrag zur Soziologie interkultureller Kommunikation. Lit, Münster 2004, ISBN 3-8258-6845-1 (Dissertation).
- mit Jan Rehmann: Sloterdijks Weg vom Zynismus-Kritiker zum Herrschaftszyniker. In: Das Argument, 280, 2009, S. 116–130.
- als Hrsg. mit Jan Rehmann: Angriff der Leistungsträger? Das Buch zur Sloterdijk-Debatte (= Argument, Sonderband, Neue Folge 307). Argument Verlag, Hamburg 2010, ISBN 978-3-86754-307-1.
- Die Einmischer. Wie sich Schriftsteller heute engagieren. Argument, Hamburg 2010, ISBN 978-3-88619-487-2.
- Demokratie als Mogelpackung. Oder: Deutschlands sanfter Weg in den Bonapartismus. Papyrossa Verlag, Köln 2011, ISBN 978-3-89438-470-8.
- mit Michael Zander: Sarrazin, die SPD und die Neue Rechte. Untersuchung eines Syndroms. Spotless-Verlag, Berlin 2011, ISBN 978-3-360-02062-8.
- als Hrsg.: Im Rücken die steinerne Last – Unternehmen Sisyfos. Die Romantetralogie von Erasmus Schöfer. Dittrich, Berlin 2012, ISBN 978-3-937717-74-6.
- Die Mitmachfalle. Bürgerbeteiligung als Herrschaftsinstrument. Papyrossa Verlag, Köln 2013, ISBN 978-3-89438-527-9.
- Robokratie. Google, das Silicon Valley und der Mensch als Auslaufmodell. Papyrossa Verlag, Köln 2015, ISBN 978-3-89438-581-1.
- Das Netz in unsere Hand. Vom digitalen Kapitalismus zur Datendemokratie. Papyrossa Verlag, Köln 2017, ISBN 3-89438-635-5.
- Die Angstmacher. 1968 und die Neuen Rechten. Aufbau-Verlag, Berlin 2017, ISBN 978-3-351-03686-7.
- Der Dichter und der Neonazi: Erich Fried und Michael Kühnen – eine deutsche Freundschaft. Klett-Cotta Verlag, Stuttgart 2021, ISBN 978-3608983579.
- Fahnenflucht in die Freiheit: Wie der Staat sich seine Feinde schuf – Skizzen zur Globalgeschichte der Demokratie. Matthes & Seitz, Berlin 2022, ISBN 978-3-7518-0386-1.
- Abenteuer der Moderne: Die großen Jahre der Soziologie 1949-1969. Klett-Cotta, Stuttgart 2025, ISBN 978-3-608-98705-8.